# Papaya Coconut (Come Along)
A Papaya Coconut (Come Along) című dal a nigériai származású svéd fogorvos, Dr. Alban és Kikki Danielsson közös dala. A dal a svéd slágerlista 22. helyéig jutott.

## Tracklista
CD Maxi
1. "Papaya Coconut (Come Along)" (radio edit) - 3:06
2. "Papaya Coconut (Come Along)" (extended mix) - 4:03
3. "Papaya Coconut (Come Along)" (2 pn's dub doctor mix) - 6:58
4. "Come Along"	- 3:57

12" kislemez
1. "Papaya Coconut (Come Along)" (extended mix) - 4:03
2. "Papaya Coconut (Come Along)" (2 pn's dub mix) - 6:58
3. "Come Along"	- 3:57

Maxi Single
1. "Papaya Coconut (Come Along)" (radio edit) - 3:06
2. "Papaya Coconut (Come Along)" (extended mix) - 4:03
3. "Papaya Coconut (Come Along)" (2 pn's dub mix) - 6:58
4. "Guess Who's Coming To Dinner" (Locked Up Mix) - 5:36